# 青羊区
青羊区是中国四川省成都市市辖区，原名西城区，是成都市的中心城区（即五城区）之一，为西部战区和四川省主要党政军机关集中所在地。2010年前为中共成都市委、成都市人民政府所在地。因辖区内著名道观青羊宫而得名。该区与温江区、双流区、武侯区、金牛区、锦江区、成华区接壤。总面积67.78平方公里，常住人口約96万人，区人民政府駐草市街街道江漢路222號。

## 历史
古代成都城池范围近五分之三属于今青羊区辖区。唐朝、明朝等朝代的蜀王府（又称“皇城”），其核心位置在今四川科技馆。清朝八旗驻扎的“满城”（又称“少城”），范围约为西至同仁路、东至东城根街、北至小北街、南至将军街。

## 行政区划
青羊区下辖12个街道办事处：
草市街街道、西御河街道、少城街道、草堂街道、府南街道、光华街道、金沙街道、黄田坝街道、苏坡街道、文家街道、蔡桥街道和康河街道。

## 人口
根據第七次人口普查數據，截至2020年11月1日零時，青羊區常住人口為955954人。
2014年，全区常住人口83.57万人。

## 社会
青羊区科教文体资源丰富，高职院校有西南财经大学（光华校区）、四川大学（青羊校区）、华西卫生学校、四川电力职业技术学院、成都职业技术学院（青羊校区），中小学有石室中学（四中）、树德中学（九中）、泡桐树小学、实验小学等名校。四川科技馆、成都市体育中心、成都市图书馆均位于本区。
青羊区公共医疗卫生机构有四川省人民医院、成都市第三人民医院、成都市妇女儿童中心医院、通用医疗成飞医院等三甲医院。

## 交通
青羊区交通便利，铁路运输有成雅铁路始发站成都西站，公路以蜀都大道－日月大道快速路－成名高速、光华大道等放射性出入城快速干道和青羊大道、二环高架路等环线联络干道。公共交通有成都金沙公交枢纽综合体、万家湾公交站等大型公交枢纽站，成都地铁1号线、2号线、4号线、7号线均经过本区，成都有轨电车蓉2号线于成都西站始发。

## 文化

### 文物保护单位
全国重点文物保护单位6处：金沙遗址、杜甫草堂、辛亥秋保路死事纪念碑、十二桥遗址、成都古蜀船棺合葬墓、平安桥天主教堂。
省级文物保护单位12处：成都十二桥烈士墓、文殊院、青羊宫窑址、鼓楼南街清真寺、青羊宫及二仙庵、中华圣公会礼拜堂、李家钰兄弟住宅、李家钰住宅、张清平宅、成都画院民居建筑、东华门遗址、陕西会馆。

## 旅游
青羊区的知名风景名胜景点有：青羊宫、百花潭公园、文殊院及文殊坊、浣花溪公园、天府广场、金沙遗址博物馆、宽窄巷子、人民公园、成都国际非物质文化遗产公园以及琴台古径等。